# Haftamu Gebresilase
Haftamu Gebresilase (25 marzo 2004) è un mezzofondista etiope.

## Palmarès
| Anno | Manifestazione     | Sede  | Evento         | Risultato | Prestazione | Note |
| ---- | ------------------ | ----- | -------------- | --------- | ----------- | ---- |
| 2024 | Giochi Panafricani | Accra | Mezza maratona | 5º        | 1h06'13"    |      |

## Altre competizioni internazionali[1]
2023
- 9º alla Mezza maratona di Copenaghen ( Copenaghen) - 1h00'34"
- Oro alla Mezza maratona di Poznań ( Poznań) - 1h00'27"
- Bronzo alla Mezza maratona di Rabat ( Rabat) - 1h01'43"

2024
- 29º alla Maratona di Berlino ( Berlino) - 2h10'33"

2025
- Oro alla Maratona di Vienna ( Vienna) - 2h08'28"